# Euselasia fayneli
Espèce
Euselasia fayneli est un insecte lépidoptère appartenant à la famille  des Riodinidae et au genre Euselasia.

## Dénomination
Euselasia fayneli a été nommée par Jean-Yves Gallard en 2006.

## Écologie et distribution
Euselasia fayneli est présent uniquement en Guyane.

### Protection
Pas de statut de protection particulier.